# Сан-Хавьер (Уругвай)
Сан-Хавье́р (исп. San Javier) — небольшой город в уругвайском департаменте Рио-Негро. Единственный город в Южном полушарии, где большую часть населения составляют потомки русских.

## География
Расположен на реке Уругвай, близ границы с Аргентиной, в 15 км к северу от административного центра департамента, города Фрай-Бентос и в 50 км к югу от города Пайсанду. Абсолютная высота — 6 метров над уровнем моря. В 14 км к востоку от города проходит автомобильная дорога № 24.
В 15 километрах к северо-востоку от Сан-Хавьера находится небольшое поселение Колония-Офир, где проживают старообрядцы, в отличие от жителей Сан-Хавьера, использующие русский язык в быту по сей день.

## История
Город основан русскими поселенцами из Бобровского уезда Воронежской губернии, членами религиозного движения Новый Израиль 27 июля 1913 года. 17 ноября 1964 года получил статус малого города (Villa) указом № 13.299.
Город Сан-Хавьер — единственный в Южном полушарии, где больше половины населения составляют выходцы из России. Он был основан в 1913 году русскими сектантами («хлысты») во главе с Василием Лубковым, основавшим колонию «Новый Израиль». «Лубковцы» познакомили уругвайцев с пчеловодством, мёдоварением, овощеводством, выращиванием льна и строительством русских печей. Вначале 1920-х по идеологическим и хозяйственным соображениям Лубков и некоторые его сторонники вернулись в СССР, где часть их была подвергнута репрессиям. После войны некоторые семьи вернулись в Уругвай. Во время правления военной диктатуры (1973—1984) наиболее активные сторонники контактов с СССР были репрессированы. Среди них член компартии Уругвая Владимир Рослик.
В городе действуют Культурный центр им. М. Горького (создан в 1949 году), центр «Объединённая молодёжь», лицей имени Валентины Поярковой, клуб «Ла Собрание».

## Население
Население города по данным на 2011 год составляет 1781 человек. 98 % населения имеет русское происхождение.
| Год  | Население |
| ---- | --------- |
| 1908 | 986       |
| 1963 | 1178      |
| 1975 | 940       |
| 1985 | 1461      |
| 1996 | 1358      |
| 2004 | 1680      |
| 2011 | 1781      |

Источник: Instituto Nacional de Estadística de Uruguay